# Reeve Hill
Der Reeve Hill ist ein 43 m hoher Hügel an der Budd-Küste des ostantarktischen Wilkeslands. Er ragt unmittelbar südlich des Budnick Hill am Südufer der Newcomb Bay auf Höhe der Windmill-Inseln auf. Seine zwischen 400 und 200 m auseinanderliegenden Gipfel erstrecken sich in ost-westlicher Ausrichtung.
Benannt ist der Hügel nach Geoffrey Basil „Geoff“ Reeve, der am 6. August 1979 infolge eines Schneesturms 10 km von der Casey-Station entfernt an Unterkühlung gestorben war und für den auf diesem Hügel ein Gedenkkreuz errichtet worden ist.